# Schloss Hammeries

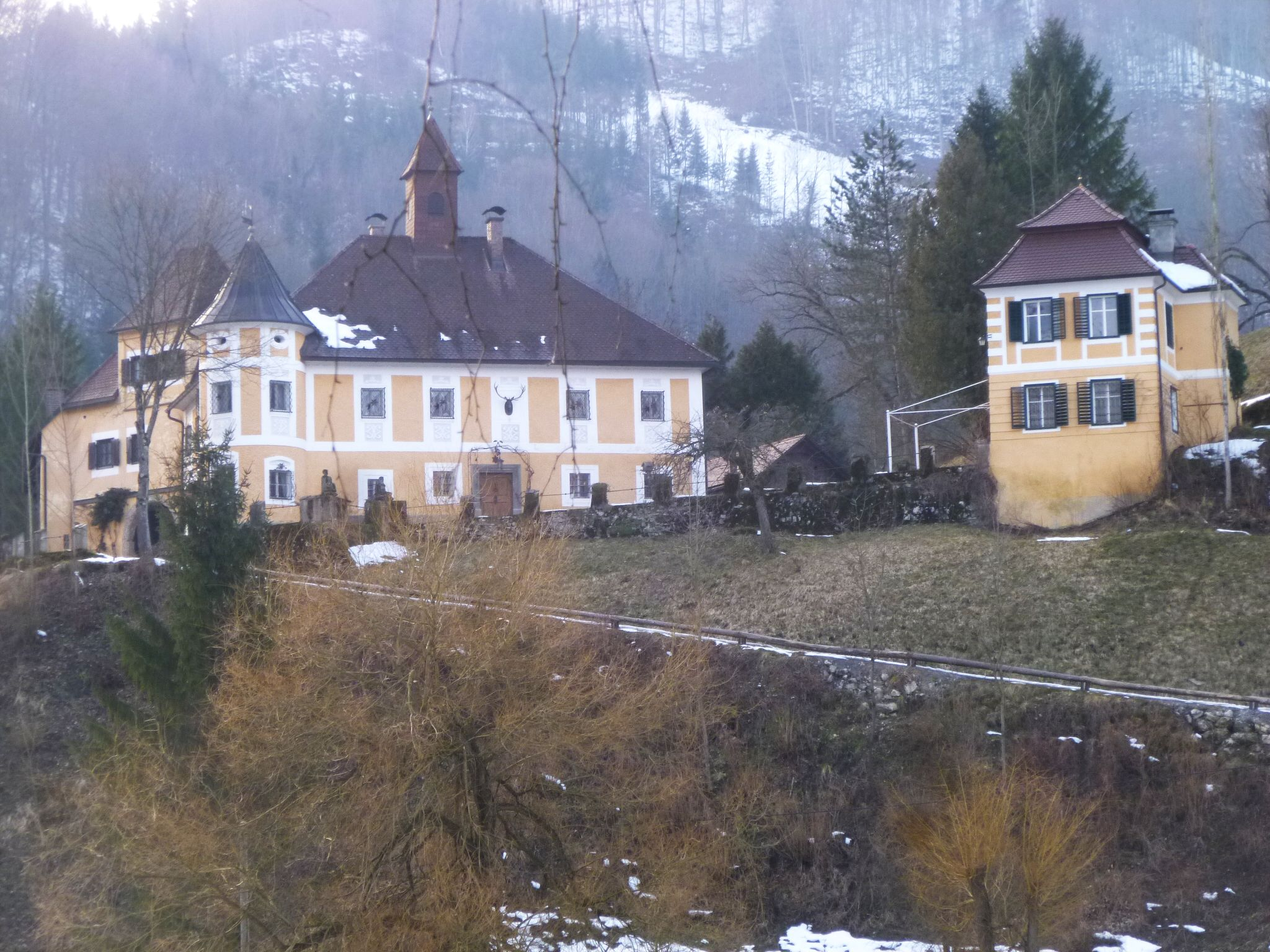
Schloss Hammeries bei Losenstein

Das Schloss Hammeries liegt in der Gemeinde Losenstein im Bezirk Steyr-Land von Oberösterreich (Laussastraße 25).

## Geschichte
Hammeries wird erstmals im 13. Jahrhundert erwähnt. Die Herrn Hammerrieser von Weimar hießen mit dem bürgerlichen Namen Spitzer; einige der Familie sind im Friedhof von Losenstein beerdigt. Die Hammerieser gehörten dem Bauernadel an und hatten das Recht, Waffen zu tragen. Ries nennt man das Roheisen, welches aus der Steiermark durch das Ennstal auf Flößen nach Steyr zur Verarbeitung (Hammerwerk) gebracht wurde.
Nach dem Ende der Eisenverarbeitung wurde hier 1801 die Schlesische Weberei errichtet. Als weitere Besitzer sind folgende Namen zu nennen: Berger, Ritter von Bans, Jeckel, Winkelhofer, Dalberg, Pittinghofer und Rudolf Sturm († 1968), Nachfolger wurde Johann Maresch.

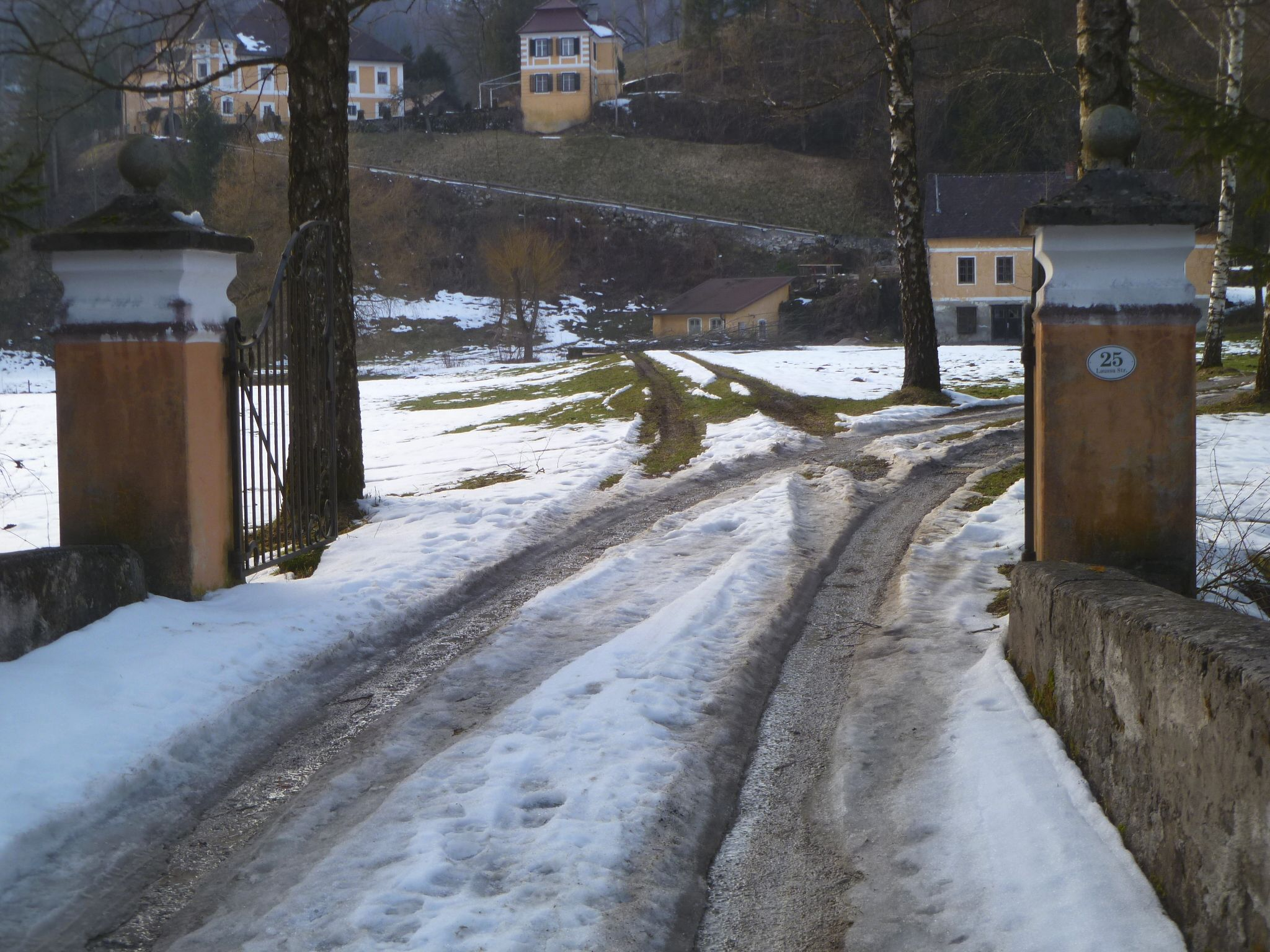
Zufahrt zu Schloss Hammeries

## Architektur
Das Schloss war ursprünglich dreiteilig, wobei die Gebäude 1527 durch einen mittig stehenden Turm vereinigt wurden. In dem Turm befindet sich ein Eingangstor aus Marmor, das mit einem Bogen ausgestaltet ist. Über dem Eingangstor finden sich die Buchstaben I. P. und A. P., wohl ein Hinweis auf frühere Besitzer. Der erste Gebäudeteil war der Wirtschaftstrakt, der zweite enthielt die Aufenthaltsräume für das Personal sowie die Herrschaft und der dritte war für die Herrschaft allein vorgesehen. Rechts vom Eingangstor liegt ein angebauter Halbturm. Im Schlosshof findet man das Wappen der Hammerieser. Von der Ausstattung wurde vieles während der Pestzeit von 1661 geraubt. 1742 wurde der Küchenkamin errichtet. Zu der Anlage Hammeries gehören weitere Gebäude, die farblich gleich wie das Schloss gestaltet sind.